# 良十世
良十世（拉丁語：Leo PP. X；1475年12月11日—1521年12月1日）原名若望·迪·洛伦佐·德·美第奇（Giovanni di Lorenzo de' Medici），1513年3月11日當選教宗，同年3月19日即位至逝世為止。良十世生于佛罗伦斯共和国，為洛倫佐·德·美第奇次子，早年是佛罗伦萨共和国统治者。
马丁·路德在他任内的1517年贴出《九十五条论纲》，引发宗教改革。
其堂弟儒略·迪·朱利亞諾·德·美第奇後來也成為教宗克勉七世。

## 人格
良十世以聲色悅耳、生性樂觀著稱 他擅長演講，舉止優雅，其書信手迹（書法）亦極為優美。他對音樂、戲劇、詩歌以及古代與現代的經典作品都著迷不已，尤其偏愛那些兼具機智與學識的作品； 他也熱衷於即興創作拉丁文詩歌。他說，“讓我們享受教宗的職位，因為天主已經賜給我們了。”這無疑表明了他天性中的享樂傾向，以及面對崇高莊嚴的教宗職責時那份明顯的漫不經心。 儘管性格如此世俗化，良十世依然會進行禱告和齋戒，並在舉行彌撒前公開懺悔； 他也嚴肅認真地參與教會的各項宗教儀式。
過去，良十世長期遭到駭人聽聞的誹謗攻擊，被指責生活放蕩、褻瀆神明、信奉無神論，甚至被指控犯有謀殺罪。然而，這些指控在經歷19世紀歷史學家威廉·羅斯科及20世紀歷史學家路德維希·馮·帕斯托爾（Ludwig von Pastor）的研究後，均被認為缺乏實證支持。 著名的哲學家大衛·休謨曾評估說，良十世過於聰明，以至於難以（或不願）全盤接受天主教會的所有教條。 休謨認為良十世是公認最傑出的教宗之一，他仁慈、樂善好施、慷慨大方、待人友善，是各類藝術（尤其是音樂和建築）的熱心贊助者，也是各種美德的典範。 值得注意的是，在宗教改革的早期階段（1518年），當馬丁·路德應教宗特使要求對其主張進行解釋時（作為當時一次調解努力的一部分），路德在其信函中甚至也稱贊了良十世的個人品德。
“我沒有那麼愚蠢，要去攻擊一位大家都稱讚的人。”威尼斯大使馬力諾喬吉的最終報告，支持休謨對良十世的評價：仁慈，俱有各種天賦。 寫於1517年3月的報告指出了良十世的一些主要性格：
教宗脾氣溫和，慷慨大方，審慎使用權力，熱愛和平；他從不想捲入戰爭，除非被他的追隨者糾纏進去。他熱愛科學，對於文學和教會規條都有很高的造詣。但最重要的是，他是一位優秀的音樂家。
歷史學家巴巴拉·塔奇曼在她的《愚政進行曲》（The March of Folly）中對六位文藝復興教宗作了批判性研究，並支出其治理缺點，良十世是其中的第五位。

## 譯名列表
- 十世：天主教香港教區禮儀委員會：禧年專頁 （页面存档备份，存于）、香港天主教教區檔案　歷任教宗作。
- 利奧十世：《大英簡明百科知識庫》2005年版[永久]作利奧。
- 利奧十世、列奧十世或萊奧十世：《世界人名翻譯大辭典》1993年版作利奧。
- 雷歐十世：國立編譯舘[永久]作雷歐。

### 引用
1. ↑  . Holy See.   [2019-09-09]. （原始内容存档于2019-09-09） （英语）.
2. ↑  Pastor, pp.72 、 74.
3. ↑  Pastor, pp.78
4. ↑  Pastor, pp.77 、 149
5. ↑  Pastor, pp.76
6. ↑  Pastor, p.76; Vaughan, p.282
7. ↑  Roscoe, pp.478-486; Pastor, pp.79-81. Vaughan, pp.280-283 at p.281.
8. ↑  Donald T. Siebert, The Moral Animus of David Hume, Associated University Presses (London and New Jersey, 1990) p.77, citing Hume's History of England (1754-1762), vol. 3, p.95.
9. ↑  Letter of 6 September 1520, published as a preface to his Freedom of a Christian. See Hans Joachim Hillerbrand, The Division of Christendom, Westminster John Knox Press (Louisville, 2007), p.53.
10. ↑  Pastor, pp.75f.
11. ↑  The Atlantis Blueprint, page 267 by Colin Wilson, 2002

### 來源
- This article incorporates text from a publication now in the public domain: Chisholm, Hugh, ed. (1911). Encyclopædia Britannica (11th ed.). Cambridge University Press.
- Pastor, Ludwig von (1908). History of the Popes from the Close of the Middle Ages; Drawn from the Secret Archives of the Vatican and other original sources VIII. London. (English translation)
- Roscoe, William (1806). The Life and Pontificate of Leo the Tenth 4. London. (2nd edn)
- Vaughan, Herbert M. (1908). The Medici Popes. London and New York.

| 良十世 麥地奇家族出生于：1475年12月11日逝世於：1521年12月1日 | 良十世 麥地奇家族出生于：1475年12月11日逝世於：1521年12月1日 | 良十世 麥地奇家族出生于：1475年12月11日逝世於：1521年12月1日 |
| 統治者頭銜                                                   | 統治者頭銜                                                   | 統治者頭銜                                                   |
| ------------------------------------------------------------ | ------------------------------------------------------------ | ------------------------------------------------------------ |
| 麥地奇家族被驅逐上一位持有相同頭銜者：皮耶羅二世·德·麥地奇   | 佛罗伦萨僭主 1512年－1513年                                  | 繼任： 朱利亞諾·德·麥地奇                                    |

| 天主教會職銜      | 天主教會職銜                               | 天主教會職銜      |
| ----------------- | ------------------------------------------ | ----------------- |
| 前任者： 儒略二世 | 罗马主教 教宗 1513年3月19日－1521年12月1日 | 繼任者： 亞德六世 |